# Brioude
Brioude é uma comuna francesa na região administrativa de Auvérnia-Ródano-Alpes, no departamento de Alto Loire. Estende-se por uma área de 13,52 km². Em 2010 a comuna tinha 7 015 habitantes (densidade: 518,9 hab./km²).

## Personalidades da história
Damásio I de Brioude foi visconde desta cidade.

## Link
- Brioude